# شیشه ساسانی

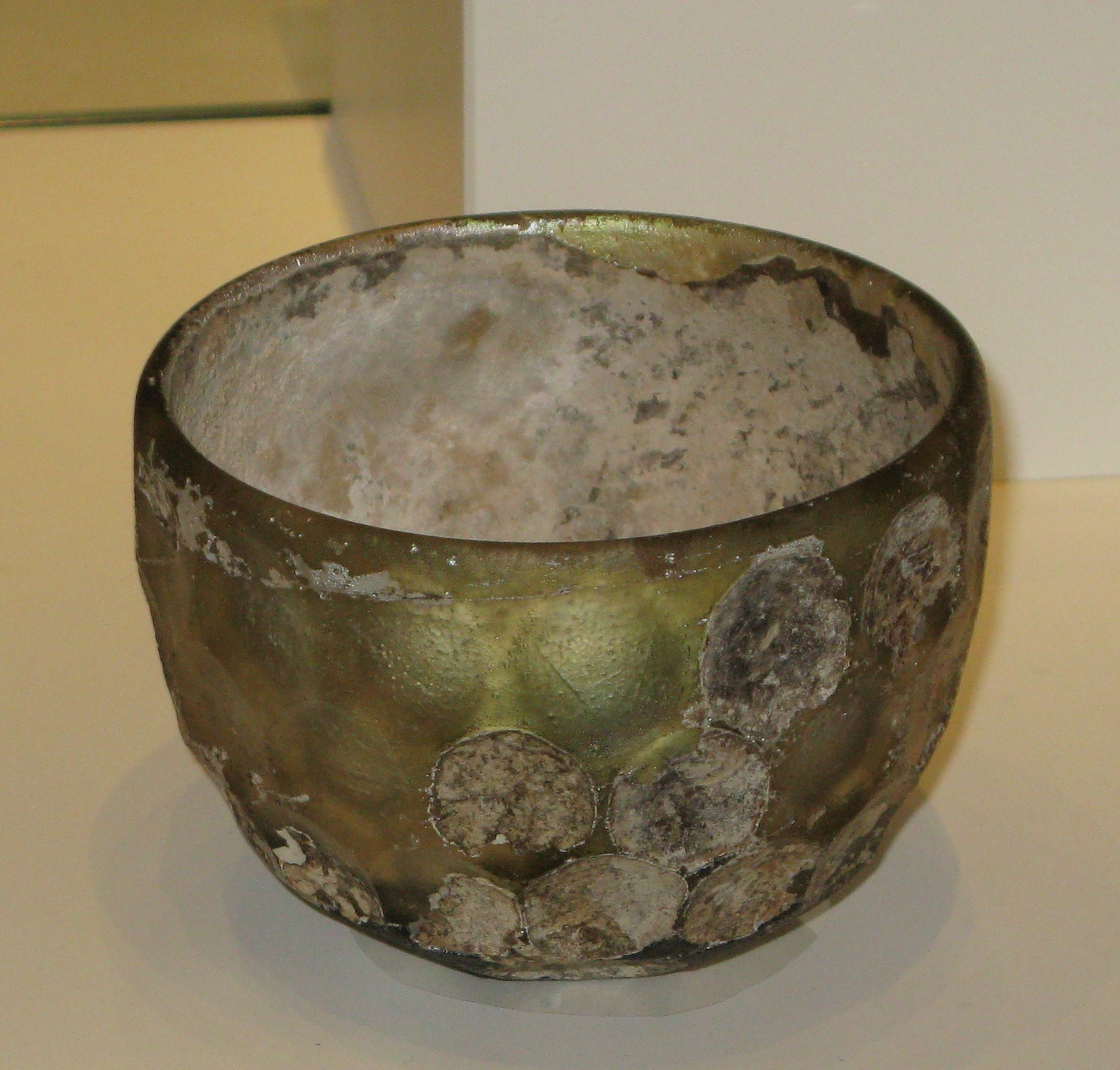
نمونه‌ای از شیشهٔ ساسانی از سدهٔ ۶ پس از میلاد

شیشهٔ ساسانی ظروف شیشه‌ای هستند که در سده‌های سوم تا هفتم پس از میلاد در گستره‌ی ایران ساسانی در آن زمان ساخته می‌شدند. این ظروف شیشه‌ای از جنس سیلیس، کربنات سدیم و آهک هستند و معمولاً دارای تزئینات و ضخامت زیاد هستند. برای حفظ شفافیت، از رنگ کمی در این ظروف استفاده شده‌ است و همچنین این ظروف به صورت یک‌تکه ساخته شده‌اند. تزئینات این ظروف اغلب شامل برجستگی‌های ساخته شده توسط قالب و شیارها و تراش‌های عمیق بودند.

## ریشه‌ها

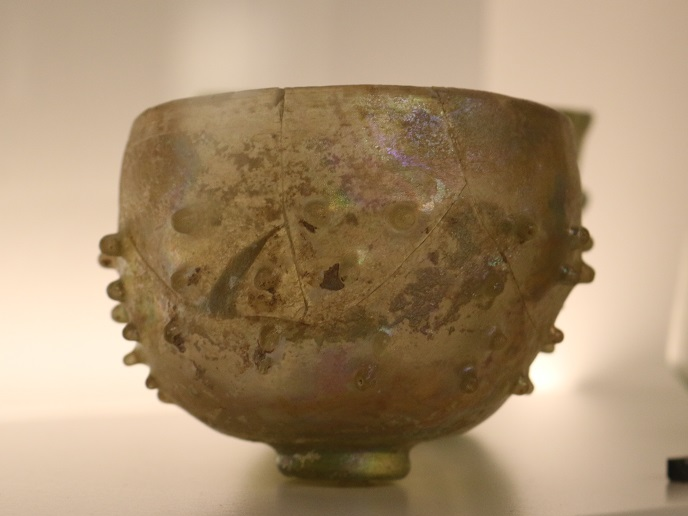
شیشهٔ ساسانی از سدهٔ هفتم میلادی

صنعتگران ساسانی پس از سقوط شاهنشاهی ساسانی سنت شیشه‌کاری را که از‌ پارتی‌ها به ارث برده بودند به دوران اسلامی منتقل کردند. شیشه‌سازی ساسانی در آغاز با استفاده از روش سادهٔ دمیدن شیشه در قالب که به سبک پارتی شباهت داشت، انجام می‌شده‌ است؛ اما سپس آن‌ها سبک ویژهٔ خود که دربرگیرندهٔ پیاله‌های تراش‌خوردهٔ نیم‌دایره‌ای گرد یا شش‌ضلعی است، را ابداع کردند. آن‌ها این سبک نوین را در درون و بیرون از مرزهای پادشاهی ساسانی گسترش دادند.

## جنس

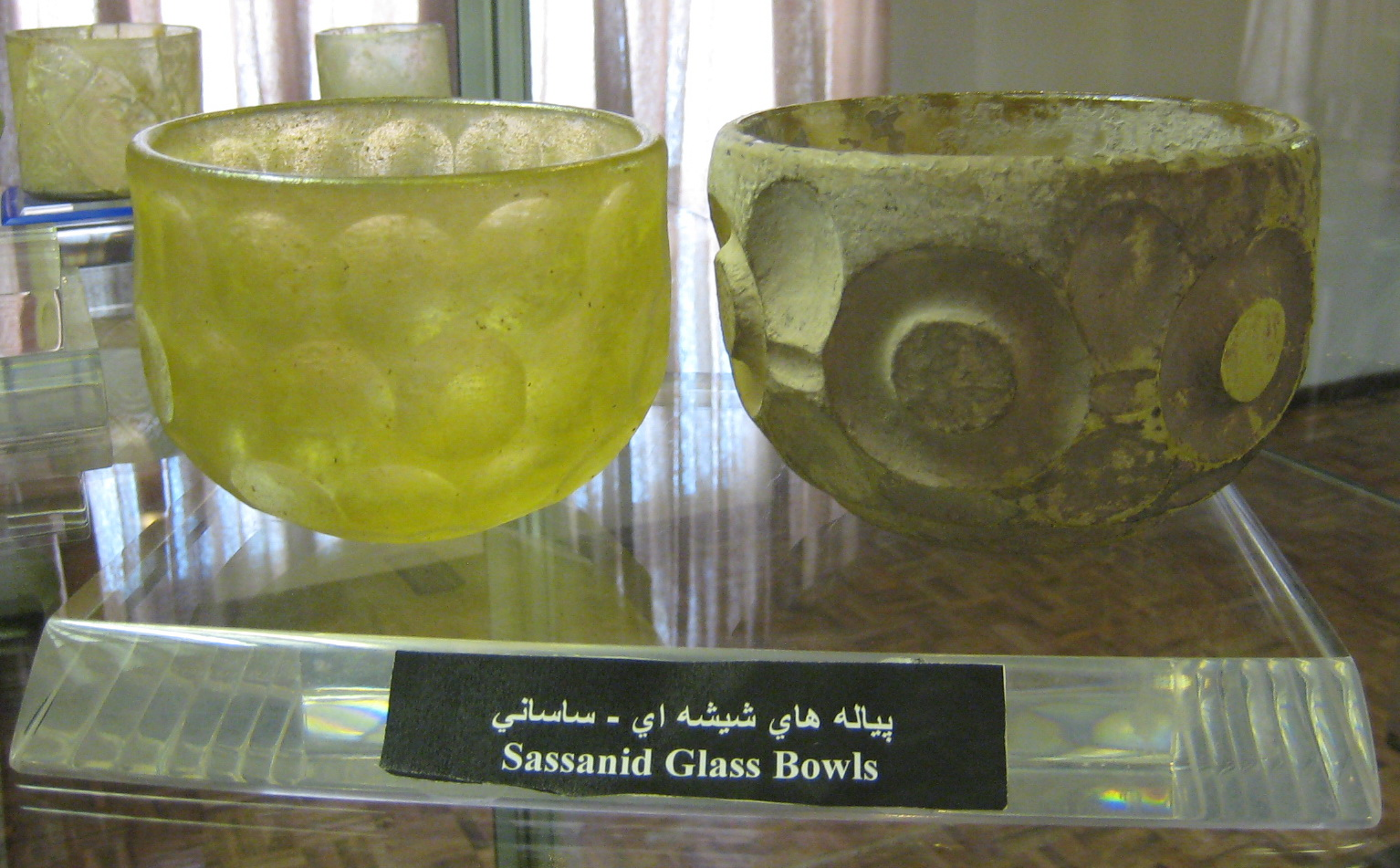
پیاله‌های شیشه‌ای ساسانی

جنس شیشهٔ ساسانی ترکیبی از سیلیس، کربنات سدیم و آهک به همراه میزان بالای پتاسیم و منیزیم است. میزان بالای پتاسیم و منیزیم به دلیل استفاده از خاکستر به عنوان قلیا است. در شیشه‌های اشکانی و رومی برخلاف شیشه‌های ساسانی، از نمک‌های معدنی به جای خاکستر استفاده شده‌ است.
انواع گوناگونی شیشهٔ ساسانی وجود دارد. در نوع اول که بیشتر به سرآغاز پادشاهی ساسانی برمی‌گردد (سدهٔ سوم میلادی)، از جنس سیلیس، کربنات سدیم و آهک است. نوع دوم شامل دو زیرگروه دیگر می‌شود؛ در ساخت هر دوی آن‌ها از خاکستر سدیمی استفاده شده‌ است با این تفاوت که این خاکستر از گیاهان متفاوتی به‌دست آمده‌ است. تفاوت مهم‌تری که این دو نوع شیشه با هم دارند این است که برای ساخت یکی از این شیشه‌ها از سیلیس خالص‌تر استفاده شده‌ است. ساخت این نوع از سده‌های سوم و چهارم میلادی آغاز شد. گونهٔ سوم نسبت به دو نوع قبل شفاف‌تر است و در اشیاء گرانبهاتر به کار رفته‌ است.

## شیوهٔ ساخت
پرکاربردترین روش دادن شکل ابتدایی به شیشه با دمیدن در آن و سپس تمام کردن کار با استفاده از ابزارهایی مانند قیچی و انبر بود. از روش‌هایی مانند دمیدن شیشه در قالب و تحت فشار قرار دادن شیشه توسط قالب (فشردن شیشهٔ گداخته به قالب) نیز استفاده می‌شد.

## آثار
شناخته‌ شده‌ترین الگوی ظروف شیشه‌ای ساسانی تزئینات دایره‌ای شکل توخالی روی این ظروف هستند. این الگو در حدود سدهٔ پنجم میلادی ابداع شد.
در این دوران وسایلی مانند چراغ، قمقمه، لیوان، بشقاب، بطری، کتیبه و جعبه قلم، کوزه، پیاله، جام، آب‌پاش و قاشق از شیشه ساخته می‌شدند. تنها طبقه‌های برتر جامعهٔ ساسانی از این ظروف استفاده نمی‌کردند؛ بلکه این ظروف برای طبقه‌های پایین‌تر هم تولید می‌شدند.
بیشتر شیشه‌های ساسانی بی‌رنگ هستند (رنگی که در برخی از این شیشه‌ها است به دلیل ناخالصی‌های سیلیس است). این ظروف معمولاً در رنگ‌های سبز متمایل به زرد یا قهوه‌ای متمایل به زرد دیده می‌شوند. ظروف شیشه‌ای با رنگ‌های واضح در این دوره به ندرت یافت می‌شدند و تصور می‌شود که ظروف رنگی در آن زمان از کشورهای دیگر وارد می‌شدند.

## فهرست کتاب‌های منبع
- Brill, R.H. (2005): Chemical Analyses of Some Sasanian Glasses from Iraq. Sasanian and post Sasanian glass in the Corning Museum of glass by Whitehouse, D. Corning, NY: Coring Museum of Glass, p. 65-88.
- Demange, F (2007): Glass, gilding and grand design: art of Sasanian Iran (224-642). New York: Asian Society.
- Freestone, I.C (2006): Glass production in Late Antiquity and the Early Islamic period: a geochemical perspective. Geomaterials in Cultural Heritage; Maggeti, M. and Messiga, B. (ed.). Geological Society. London, Special publications 257, p. 201-216.
- Goldstein, S.M. (1980): Pre-Persian and Persian Glass: Some observations on objects in the Corning Museum of Glass. Ancient Persia: The art of an Empire, Schmandt-Besserat D. (ed.). Malibu: Undena.
- Goldstein, S.M. , Rakow, L.S. and Rakow J.K. (1982): Cameo glass: masterpieces from 200 years of glassmaking. The Corning Museum of glass. Corning. New York.
- Goldstein, S.M (2005): Glass from Sasanian antecedents to European imitations. London: The Nour Foundation in association with Asimuth editions.
- Gyselen, Rika (2007): The Sasanian world. Glass, gilding and grand design: art of Sasanian Iran (224-642) by Demange, F. New York: Asian Society, p. 13-20.
- Negro Ponzi, M. (1969): A group of Mesopotamian glass Vessels of Sasanian date. Studies in glass history and design, VIIIth International Congress on Glass. London 1 – 6 July 1968. Charleston J.R, Evans W. and Werner A.E. (ed.). Old Woking, Surrey: Gresham Press.
- Negro Ponzi, M (1968–69): Sasanian glassware from Tell Mahuz (North Mesopotamia). Mesopotamia 3-4, p. 293-384.
- Negro Ponzi, M (1972): Glassware from Abu Skhair (Central Iraq). Mesopotamia 7, p. 214-233.
- Negro Ponzi, M. (1984): Glassware from Choche (Central Mesopotamia). Arabie orientale, Mésopotamie et Iran méridionale de láge du fer au début de la période islamique, R. Boucharlat and J-F Salles (ed.), Mémoire nº 37. Paris: Editions Rocherche sur les Civilisations, p. ۳۳–۴۰.
- Negro Ponzi, M (1987): Late Sasanian glassware from Tell Baruda. Mesopotamia 22, p. 265-275.
- Negro Ponzi, M (2002): The glassware from Seleucia (Central Iraq). Parthia nº 4, p. ۶۳–۱۵۶.
- Newman, H. (1977): An illustrated dictionary of Glass. London: Thames and Hudson.
- Meyer, C. (1996): Sasanian and Islamic glass from Nippur, Iraq. Annales du 13º Congres de l’Association International pour l’ histoire du Verre. Pays Bas / 28 aout-1 septembre 1995, p. 247-255.
- Mirti, P. , Pace, M. , Negro Ponzi, M. and Aceto M. (2008): ICP-MS analysis of glass fragments of Parthian and Sasanian epoch from Seleucia and Veh Ardasir (Central Iraq). Archaeometry 50 (3), p. 429-450.
- Mirti, P. , Pace M. , Malandrino M. and Negro Ponzi, M. (2009): Sasanian glass from Veh Ardasir: new evidences by ICP-MS analysis. Journal of Archaeological Science 36, p. 1061-1069.
- Saldern A. (1963): Achaemenid and Sasanian cut glass. Ars Orientalis 5, pp. 7–16.
- Saldern A. (1966): Ancient glass. Boston Museum Bulletin 64 (335), pp. 4–17.
- St. John Simpson (2000): Mesopotamia in the Sasanian period. Settlement patterns, arts and crafts. Mesopotamia and Iran in the Parthian and Sasanian Periods, Rejection and Revival c. 238BC – AD 642. Curtis J. (ed.). London: British Museum Press, p. 57-66.
- Whitehouse, D (2005): Sasanian and post Sasanian glass in the Corning Museum of glass. Corning, NY: Coring Museum of Glass.
- Whitehouse, D (2006): La verrerie Sassanide. Les Perses Sassanides. Fastes d’un Empire oubli’e (224-642). Paris: Editions Findankly, 138-154.
- Whitehouse, D. (2007): Sasanian glassware. Glass, gilding and grand design: art of Sasanian Iran (224-642) by Demange, F. New York: Asian Society, p. 29-33.